# Pilot (Gossip Girl)
Pilot is de eerste aflevering van het eerste seizoen van de televisieserie Gossip Girl, die in de Verenigde Staten voor het eerst werd uitgezonden op 19 september 2007 op The CW. In Nederland ging de aflevering op 3 juni 2008 in première op Net5.
De aflevering kreeg in de Verenigde Staten geen goede kritieken. Desondanks groeide het uit tot een van de populairste series van het seizoen 2007-2008. De aflevering kwam terecht in de top 3 in de verkooplijst van iTunes.
Het is de enige aflevering waarin Florencia Lozano te zien is als Eleanor Waldorf. In latere afleveringen werd ze vervangen door Margaret Colin.

## Verhaal
Na een jaar lang te hebben doorgebracht in een internaat, keert Serena van der Woodsen terug naar Upper East Side in New York. Ze wordt gezien en het bericht verspreidt zich al snel dat het populairste meisje van school is teruggekeerd. Haar voormalige beste vriendin Blair Waldorf is hier minder blij mee, aangezien Serena een affaire had met haar vriendje Nate Archibald.
Op een feest komt Serena haar moeder Lily van der Woodsen, Blair en Nate tegen. Ze wil ze echter niet zien en verlaat het feest. De volgende morgen wordt ze wakker naast haar broer Eric. Ze worden onderbroken door hun moeder. Serena confronteert haar moeder later met het feit dat Eric zelfmoord heeft geprobeerd te plegen en dat Lily alleen aan haar reputatie kan denken.
Ondertussen vertelt Jenny bij de familie Humphrey dat ze uitgenodigd is op een belangrijk schoolfeest. Haar grote broer Dan is verrast, aangezien hij niet uitgenodigd is. Op hetzelfde moment komt Serena Nate tegen. Hij wil met haar praten, maar zij wil geen contact met hem. Eenmaal op school ontdekt Serena dat er een schoolfeest is op zaterdagavond, maar Blair maakt duidelijk dat ze niet mag komen. Serena staat erop dat ze om acht uur die avond met elkaar afspreken.
Dan komt er een tekstberichtje van Jenny, die zegt dat er een noodgeval is en dat hij naar een kledingwinkel moet komen. Eenmaal daar, vraagt ze advies voor een jurk om te huren voor het komende feest van zaterdagavond. Ze komen Serena en Eric tegen en Jenny geeft Serena stiekem een uitnodiging voor het feest.
Die avond spreekt Serena af met Blair in het Palace Hotel. Blair confronteert Serena met het feit dat Serena haar van de ene op de andere dag in de steek heeft gelaten. Serena biedt Blair haar verontschuldigingen aan en vertelt dat ze hoopt dat alles weer zoals vroeger zal worden. Als Blair weggaat, vergezelt Chuck Bass Serena en weet haar over te halen met hem samen wat te eten in de keuken van het hotel. Hij probeert haar te zoenen, maar zij duwt hem van zich af. Op dat moment maakt Chuck duidelijk dat hij haar zag zoenen met Nate.
Blair is intussen naar Nate toegegaan voor een romantisch avondje, maar hij biecht op seks te hebben gehad met Serena. Ze is boos en stuurt hem weg, maar al de volgende dag leggen ze het bij. Op hetzelfde moment stort Chuck zich op Serena. Zij schopt hem en rent geëmotioneerd weg. Ze loopt tegen Dan op en laat haar handtas vallen. Nadat ze die heeft opgeraapt en wegloopt, ontdekt Dan dat ze haar mobiel heeft laten liggen.
De volgende dag dwingt Nate's vader hem om het niet uit te maken met Blair. Op hetzelfde moment komt Dan Serena opnieuw tegen in het hotel en geeft hij haar de mobiel terug. Lily stoort hen en herinnert haar eraan dat die avond Blairs feest is. Serena vertelt dat ze niet gaat. Lily vraagt om een reden waarom, waarop Serena liegt dat ze al plannen heeft met Dan. Als Lily eenmaal weer weg is, vraagt Serena Dan mee uit op een date.
Eenmaal op Blairs feest zet Chuck zijn zinnen op Jenny. Hij neemt haar mee naar het dak en wordt handtastelijk. Ondertussen neemt Dan Serena mee uit naar een concert van zijn vader Rufus. Ze worden onderbroken door een tekstberichtje van Jenny, die smeekt om de hulp van haar broer. Ze besluiten naar het feest te gaan om Jenny te zoeken en al snel merken de scholieren Serena op, die naar Blairs zeggen niet uitgenodigd is.
Uiteindelijk vinden Dan en Serena Chuck en Jenny op het dak. Ze zien Chuck haar aanranden. Een woedende Dan slaat Chuck een bloedneus.

## Rolverdeling

### Vaste acteurs
- Blake Lively - Serena van der Woodsen
- Leighton Meester - Blair Waldorf
- Penn Badgley - Dan Humphrey
- Chace Crawford - Nate Archibald
- Taylor Momsen - Jenny Humphrey
- Ed Westwick - Chuck Bass
- Kelly Rutherford - Lily van der Woodsen
- Matthew Settle - Rufus Humphrey
- Kristen Bell - Gossip Girl (stem)

### Gastrollen
- Florencia Lozano - Eleanor Waldorf
- Connor Paolo - Eric van der Woodsen
- Nicole Fiscella - Isabel Coates
- Nan Zhang - Kati Farkas
- Sam Robards - Howie 'The Captain' Archibald
- Kimberly Hebert Gregory - Zuster
- Andrew Stewart-Jones - Conciërge
- Lindsey Broad - Meisje dat de foto neemt van Serena
- Robert Stoeckle - Man uit de bovenklasse
- Jessica Andres - Meisje #1
- Zuzanna Szadkowski - Dorota
- Brian Vowell - Gast in hotel

## Filmmuziek
- Young Folks - Peter, Bjorn and John
- If It's Lovin' That You Want - Rihanna ft. Cory Gunz
- What Goes Around Comes Around - Justin Timberlake
- Diamond Hipster Boy - Washington Social Club
- Concerto in G - Vivaldi - Ritzell
- 99% - Mooney Suzuki
- Bounce With Me - Kreesha Turner
- Back to Black - Amy Winehouse
- Space For Rent - Who Made Who
- Send You Back - Matthew Dear
- Photograph - Air
- Joyful Waltz - Zdenek Bartak
- Hang Me Up To Dry - Cold War Kids
- Time Won't Let Me Go - The Bravery
- Hard To Live In The City - Alberta Hammond Jr.
- The Way I Are - Timbaland
- Go - Hanson
- Don't Matter - Akon
- Knock Knock - Lyrics Born
- The Gift - Angels & Airwaves[2]